# Ingrid Bourgoin
Ingrid Bourgoin est une actrice française.

## Filmographie
- 1978 : Les Belles Manières, de Jean-Claude Guiguet : une prostituée
- 1979 : Simone Barbès ou la vertu de Marie-Claude Treilhou : Simone Barbès
- 1981 : C'est la vie de Paul Vecchiali : Simone Barbès
- 1986 : Qui trop embrasse de  Jacques Davila : la dame en fourrure
- 1986 : Beau temps mais orageux en fin de journée de Gérard Frot-Coutaz : Teresa
- 1986 : Faubourg Saint-Martin de Jean-Claude Guiguet : Suzanne
- 1990 : La Campagne de Cicéron de Jacques Davila
- 1990 : Après après-demain de Gérard Frot-Coutaz
- 1993 : Chasse gardée de Jean-Claude Biette : la caissière du théâtre
- 2002 : Un petit cas de conscience de Marie-Claude Treilhou : Simone
- 2004 : À vot' bon cœur de Paul Vecchiali : membre de la commission de l'Avance sur Recettes
- 2018 : Un couteau dans le cœur de Yann Gonzalez : la barmaid du bar lesbien